# سایمون دنیس
سایمون دنیس (انگلیسی: Simon Dennis؛ زادهٔ ۲۴ اوت ۱۹۷۶) قایقران روئینگ اهل بریتانیا است.